# Garnotia cheesemanii
Garnotia cheesemanii är en gräsart som beskrevs av Eduard Hackel. Garnotia cheesemanii ingår i släktet Garnotia och familjen gräs. Inga underarter finns listade i Catalogue of Life.